# Салихов, Нариман Рамазанович
Нариман Рамазанович Салихов (27 марта 1980, пгт. Мамедкала, Дербентский район, Дагестанская АССР, РСФСР, СССР) — российский армрестлер, призёр чемпионата мира.

## Спортивная карьера
Армрестлингом занимается с 1997 года. В середине марта 2001 года занял 9 место на чемпионате России в Махачкале. В 2003 году на чемпионате мира в Канаде занял третье место на левой руке в весовой категории до 70 кг, на правой руке стал 7-м в том же весе.

## Личная жизнь
В 1997 году окончил мамедкалинскую среднюю школу № 2. В 2002 году окончил Дагестанский государственный университет, химический факультет.